# Société du Duc de Guînes
La Société du Duc de Guînes est une compagnie minière qui a recherché la houille à Achicourt et Tilloy-lès-Mofflaines, dans le Pas-de-Calais, près d'Arras, à la fin de XVIIIe siècle. Ces recherches très coûteuses, notamment en raison du fonçage d'un puits jusqu'à la profondeur de 175 mètres, se sont faites en association avec des actionnaires de la Compagnie des mines d'Aniche, mais ces recherches ont été un échec, car les limites du bassin minier dans le Pas-de-Calais n'étaient pas encore définies, et les travaux ont été faits bien trop au sud de la formation carbonifère. Il faudra attendre la seconde moitié du XIXe siècle pour que le bassin du Pas-de-Calais commence à être exploité, et ses limites définies.

## Premières recherches
Le 26 juin 1779, le duc de Guînes a obtenu des États d'Artois la permission provisoire de faire des recherches dans toute la partie de la province qui n'est pas comprise dans les concessions précédemment accordées aux Compagnies d'Aniche et d'Anzin. Il concourt pour le prix de 200 000 livres, institué par lesdits États, en faveur de ceux qui, les premiers, ouvriraient dans la province « une mine de charbon et qui la mettraient en dedans cinq ans en pleine exploitation ».
Il fait divers travaux, entre autres, en 1780, un forage à Saint-Hilaire, no 74, entre Lillers et Aire-sur-la-Lys, qui est poussé à 73 mètres ; puis il s'associe à diverses autres personnes, parmi lesquelles figurent un certain nombre des intéressés de la Compagnie d'Aniche. Le contrat de la nouvelle Société est signé le 29 avril 1782. Il est calqué sur celui d'Aniche, ainsi qu'on le verra par l'analyse
ci-dessous.

## Contrat de Société
« Nous, soussignés, en conséquence de la permission accordée par le Roi, à M. le Duc de Guînes, de faire des fouilles en Artois, pour l'extraction de charbon de terre ; l'agrément de MM. des États de ladite province au même sujet et notre confiance dans l'exécution de la promesse de MM. desdits États, d'une récompense de 200 000 livres, en faveur de ceux qui mettront les premiers en exploitation une mine de charbon, sommes convenus de nous associer pour l'entreprise desdites fouilles et extraction de charbon, soit au gain, soit à la perte, comme il suit.

La présente Société sera composée de 24 sols, dont deux sols et demi ne faisant pas fonds, qui appartiendront pour un sol à M. le duc de Guines, comme obtenteur de la permission, et pour les dépenses qu'il a déjà faites en forages... un sol, à raison de six deniers, à chacun des sieurs Piérard et Libotton, en considération des frais de voyage et autres qu'ils ont faits et des soins qu'ils se sont donnés pour former la présente Société... ;
Les 21 et 1/2 autres sols appartiendront à M. le duc de Guînes, M. le marquis de Fouquet, M. de Pollineton et M Ruyant de Cambronne pour un sol chacun, M. le marquis de Jumelles pour trois sols, M. Dupont de Castille et M. le marquis d'Aoust pour un sol chacun, M. le marquisde Beaufort pour un sol et six deniers, M. le chevalier Lallart pour un sol et trois deniers, M. Le Page, chanoine de Cambray, pour deux sols et six deniers, M. Piérard et M. Libotton pour deux sols chacun, MM. de Béranger et Estoret pour chacun six deniers, et les autres, pour deux soles et trois deniers.
Il y aura sept régisseurs ordinaires, y compris M. le duc de Guîne, dont MM. le marquis de Jumelles, de Béranger, l'abbé Le Page, le marquis de Beaufort, Piérard et Libotton, et quatre régisseurs extraordinaires ; MM. de Pollincton, d'Aix, prévôt du chapitre de Béthune, Ruyant de Cambronne et Dupont de Castille. Les assemblées et délibérations de la Société ne pourront être tenues et prises que par les régisseurs ordinaires, en moindre nombre que cinq. Mais pour les choses les plus importantes, choix d'un caissier, d'un directeur des ouvrages..., les délibérations seront prises à la pluralité des voix, dans une assemblée à laquelle seront convoqués les régisseurs ordinaires et extraordinaires. En cas de mort, d'éloignement ou de renonciation de l'un des régisseurs, il sera remplacé, le régisseur ordinaire par les régisseurs ordinaires, et le régisseur extraordinaire par les régisseurs extraordinaires.

Les mises de fonds ne pourront être plus hautes que de mille livres de France au sol. Chaque intéressé pourra vendre son intérêt, mais l'acheteur devra être reconnu et agréé par les régisseurs, qui auront le droit de reprendre pour la Société l'intérêt vendu. Chaque intéressé pourra quitter la Société en abandonnant ses mises, et payant sa cote-part des dettes. Tous les intéressés reconnus auront droit d'avoir inspection des comptes au bureau de la Société et sans déplacer. Les régisseurs ordinaires et extraordinaires ne prendront en charge aucuns frais de voyage, ni de vacations, mais seulement ceux de voitures et de nourriture. Il ne pourra être pris de somme à intérêt qu'après autorisation de tous les intéressés connus et réunis en assemblée. À l'accomplissement de tout ce que dessus, nous, soussignés, nous sommes obligés, sous l'obligation de nos biens présents et futurs... »
Ce contrat de Société est calqué sur celui de la Compagnie d'Aniche. Les deux Sociétés renfermaient du reste un certain nombre des mêmes intéressés : MM. Ruyant de Cambronne, marquis de Jumelles, Dupont de Castille, marquis d'Aoûst, de Béranger, Estoret. La permission de recherches du duc de Guînes a été convertie en une concession de cinquante ans, prenant fin en 1837, par un arrêt du Conseil d’État du 29 octobre 1782, et la Société une fois constituée, les travaux ont été commencés.

## Fosse d'Achicourt
Les travaux débutent en 1783, par l'ouverture d'une fosse à Achicourt, no 31, au sud de la ville d'Arras, à peu de distance des fortifications. Ce puits n'a pas pu être poussé au-delà de 169 pieds (56 mètres); malgré les efforts inouïs de deux pompes à feu et d'une machine à carré, et une dépense de plus de 400 000 francs,.

## Fosse de Tilloy
La Compagnie ne se rebute pas. Elle ouvre en 1788 une nouvelle fosse à Tilloy, no 36, près et à gauche de la grande route d'Arras à Cambrai. Les travaux y sont portés à 487 pieds (175 mètres) de profondeur, dont 73 pieds (23 mètres) dans le rocher. Deux galeries y ont été pratiquées, l'une au nord de 153 pieds, l'autre au midi de 184 pieds, dans des schistes et des grès micacés inclinés à 20°. On considère le succès comme certain, lorsqu'en novembre 1792, les eaux paraissent, et deviennent assez abondantes pour qu'il soit impossible de continuer sans le secours d'une machine à feu. C'est une dépense de 22 000 livres que les associés qui ont dépensé plus de 600 000 livres et dont un certain nombre ont émigré, ne peuvent pas fournir. La Société s'adresse au département, qui le 17 août 1793, lui fait remettre, par forme de prêt, 20 000 livres. Mais à la suite des circonstances du temps, on n'a pas pu se procurer des pompes. Les chevaux ont été vendus à cause de la difficulté de les nourrir, le directeur Libotton, a été arrêté, tout travail est suspendu.
C'est alors que le citoyen Castiau, belge, invoque la déchéance de la Société du Duc de Guînes en vertu de l'article no 15 de la loi des mines du 28 juillet 1791, et cherche à se substituer à elle dans sa concession. Le directeur Libotton, proteste contre cette prétention par un mémoire au district du département en date du 1er brumaire an III. La demande du sieur Castiau paraît ne pas avoir eu de suite, car une délibération des intéressés de la Compagnie dite du Duc de Guînes, du 6 floréal an VIII, porte :
« 1° Il a été exposé qu'il était intéressant de conserver le gardien déjà établi près des agrès de l'entreprise à Tilloy, et de faire
les fonds nécessaires pour le payer et pourvoir aux frais d'expertise pour l'estimation de l'actif et du passif de la Société, en exécution de la loi du 17 frimaire. »
2° Il a été arrêté qu'il sera fait une mise de cinquante francs par chaque sol d'intérêt, payable de suite. »

## Dépenses faites
D'après le mémoire de Libotton, la Société a dépensé 600 000 livres, somme correspondant à 28 mises ou appels de fonds de 1 000 livres au sol d'intérêt. Ce chiffre de dépenses se trouve justifié par la délibération suivante du 18 octobre 1790 :
« Délibéré qu'il sera fait une nouvelle mise ou fonds d'avance de la somme de 21 500 livres à raison de 1 000 livres de France, par chaque
sol d'intérêt faisant fond, qui formera la vingt-quatrième mise pleine et entière, et qui sera employée aux dépenses nécessaires de la Société. Pour le payement de laquelle mise, chaque associé ne pourra donner que la moitié au plus de sa cote-part en billets d'assignats. »
La circulaire relative à cet appel de fonds annonce « que l'on est arrivé à 54 pieds dans le rocher, qui, par sa bonne qualité, soutient les espérances d'une réussite ». La Compagnie du Duc de Guînes ne reprend pas ses travaux abandonnés en 1792, et elle est déclarée déchue de sa concession par un décret du 7 fructidor an XIV. Déjà en l'an VIII (1800), la Compagnie d'Aniche, « sur l'annonce » que la Compagnie dite de Guînes pour la recherche et l'extraction du charbon vient d'abandonner sa concession » a décidé « de demander les terrains compris dans cette concession et de faire l'acquisition des agrès, pouvant convenir, à la vente que cette Société était sur le point de faire à Tilloy ». En l'an XI M.Lefèbvre de Trois-Marquets demande à reprendre la fosse de Tilloy.

## Renseignements complémentaires sur la fosse de Tilloy
M. de Bonnard dans une « notice sur diverses recherches de houille entreprises dans le département du Pas-de-Calais » publiée dans le Journal des Mines, tome XXVI, 1809, fournit les détails complémentaires suivants sur la fosse de Tilloy :
On y a traversé 33 centimètres d'argile, 37 mètres de craies marneuses, 4,40 mètres de marnes plus grises, 53,65 mètres de bleus, 52,80 mètres de dièves, 1,40 mètre de tourtia, soit une épaisseur totale des morts-terraines de 149,68 mètres. Ensuite, 2,10 mètres de terre noire vitriolique et 23 mètres de rocher (schistes inclinés), soit un puits profond de 175,38 mètres.
Le puits est carré, de deux mètres de côté. On a trouvé la tête du niveau à trente mètres. Pour passer les niveaux on a employé une machine à vapeur qui faisait jouer une pompe de onze pouces. Le dernier picotage est placé à 95 mètres, dans la tête des dièves. Les cuvelages ont depuis le jour jusqu'à la tête du niveau seize centimètres d'épaisseur, de là jusqu'à 45 mètres de profondeur 22 centimètres ; et de là jusqu'au dernier picotage 37 centimètres. Ils n'ont pas été assez forts pour résister à la poussée des eaux et plusieurs pièces ont cassé, le cuvelage a été fortifié en le garnissant de quatre poussarts dans les coins de chaque assemblage. Depuis le picotage des dièves jusqu'au rocher, le cuvelage est resté quarré, et les pièces ont 22 centimètres d'épaisseur.
Quand on est parvenu à 175,68 mètres, les eaux sont venues avec trop d'abondance pour qu'on n'a pas pu les épuiser au moyen d'une machine à molette (qu'on avait substituée à la machine à vapeur depuis le dernier picotage) et continuer le creusement du puits. On se décide donc à percer deux galeries horizontales, l'une vers le nord, l'autre vers le midi, en laissant un puisard de trois mètres. Ces deux galeries ont été poussées chacune jusqu'à 55 mètres et n'ont dénoté aucun changement dans la nature du rocher. Mais les eaux augmentent toujours, et on pense à remonter la machine à vapeur. Sur ces entrefaites, une pièce de cuvelage a cassé de nouveau, quoique arc-boutée. Pendant qu'on la remonte, le fonds du puits et les galeries se remplissent d'eau ; on les abandonne en novembre 1792, et les principaux actionnaires étant morts ou émigrés, les travaux ont totalement été arrêtés en septembre 1793. On vend les machines trois ou quatre années après.

## Opinion de M. de Bonnard sur les terrains de Tilloy
Le rocher ou schiste, trouvé par le puits de Tilloy, incline vers le soleil de dix heures, d'environ 20° ; c'est un schiste argileux, dur ne s'exfoliant point à l'air, et faisant un peu effervescence avec les acides. Il alterne avec un grès assez dur, quelquefois un peu micacé, mais ces substances ne semblent point le véritable terrain houiller ; elles paraissent au contraire analogues aux terrains situés au-delà de la couche dite Sentmais, et qui se rapprochent des terrains calcaires. Il semble donc que la recherche de Tilloy a été placée au Nord de la zone houilleuse.

## Opinion de M. Garnier
Dans un mémoire publié en 1828, M. Garnier s'exprime ainsi : 
« Mais ce qu'on doit particulièrement examiner dans les recherches de Tilloy, ce sont les schistes et les grès. Les schistes, en raison de leur dureté, de leur difficile exfoliation à l'air, de leur apparence un peu calcaire, et de leur couleur grise jaunâtre, paraissent appartenir aux dernières couches qui bordent au nord la formation houillère. Ils ne présentent d'ailleurs aucune apparence de ces débris nombreux de végétaux que renferment particulièrement les schistes qui avoisinent les couches de houille. Les schistes et les grès, pris dans leur ensemble, paraissent avoir, par suite de leurs caractères minéralogiques, quelqu'analogie avec ceux de Blaton et Péruwelz. Aussi, n'hésitons-nous pas à émettre l'opinion que les recherches de Tilloy ont été placées trop au nord.  »
Les opinions de M. de Bonnard en 1808 et de M. Garnier en 1828 ont été singulièrement contredites par les recherches qui ont ultérieurement amené la découverte du bassin du Pas-de-Calais, ainsi, ces recherches de houille ont été placées beaucoup trop au sud de la formation carbonifère.